# Ferrovia Limerick-Foynes
La ferrovia Limerick–Foynes è una linea ferroviaria irlandese che attraversa la contea di Limerick collegando il capoluogo al villaggio e porto di Foynes. Dal 1963 è priva di servizio passeggeri.
La Iarnród Éireann (IÉ) è responsabile dell'esercizio.

## Storia
La linea fu progettata dalla Limerick & Foynes Railway che nel corso del 1853 fu assorbita dalla Waterford and Limerick Railway (WLR).
Il primo tronco ad essere completato fu il Limerick–Ballingrane, il 12 luglio 1856. Askeaton fu raggiunta il 12 maggio 1857, mentre la linea completa fu aperta il 29 aprile 1858.
Nel 1862 da Patrickswell si diramò la linea per Charleville costruita dalla Cork and Limerick Direct Railway, poi assorbita nel 1871 dalla Great Southern and Western Railway (GS&WR). Nel 1867 da Ballingrane si diramò la linea per Newcastle West, costruita dalla Rathkeale and Newcastle Junction ed esercita dalla WLR.
La ferrovia seguì le vicende del gruppo WLR: passò alla GS&WR nel 1901, quindi alla Great Southern Railways (GSR) nel 1925 e alla Córas Iompair Éireann (CIÉ) nel 1944. Fu quest'ultima a decidere di sopprimere il servizio viaggiatori il 2 febbraio 1963. Per gli scali intermedi, il servizio merci fu attivo fino al 1974, quando rimase operativo solo Foynes.

## Caratteristiche
La linea è una ferrovia con scartamento di 1600 mm, lo standard delle strade ferrate irlandesi. Il binario è doppio tra la stazione di Limerick Colbert e Kilteragh, un sobborgo meridionale di Limerick. Da questo punto si dirama un raccordo, a binario semplice, per le cave di Castlemungret: al 2011 il raccordo e il tronco Limerick–Kilteragh sono gli unici che risultano in esercizio regolare. Il resto del tracciato è a binario semplice.

## Percorso
|  |  | Head station |

|  |  | Unknown route-map component "xABZgl+l" | Unknown route-map component "CONTfq" |  |

|  | Unknown route-map component "KDSTaq" | Unknown route-map component "ABZgr" |  |  |

|  |  | Unknown route-map component "eBHF" |

|  |  | Unknown route-map component "eABZgl" | Unknown route-map component "exCONTfq" |  |

|  |  | Unknown route-map component "eBHF" |

|  |  | Unknown route-map component "eBHF" |

|  |  | Unknown route-map component "eABZgl" | Unknown route-map component "exCONTfq" |  |

|  |  | Unknown route-map component "eBHF" |

|  |  | Non-passenger end station |